# 材料热力学
材料熱力學（Thermodynamics of Materials）是熱力學在材料科學中的應用。材料熱力學的核心在於透過相圖來解釋純物質或合金的相變化以及溶液中各成分所表達的熱力學性質，藉以分析各種不同熱處理時所需要的熱力學系統條件。